# Plovanija
Plovanija (wł. Plovania) – wieś w Chorwacji, w żupanii istryjskiej, w mieście Buje. W 2011 roku liczyła 248 mieszkańców.